# Скволл Леонхарт
Скволл Леонхарт (яп. スコール・レオンハート Squall Leonhart, суко:ру рэонха:то) — главный герой японской ролевой игры Final Fantasy VIII, изданной компанией Square (ныне Square Enix) в 1999 году. Дизайн персонажа разрабатывался художником Тэцуей Номурой, под влиянием директора проекта Ёсинори Китасэ. Позднее Скволл появился в некоторых других играх компании, например, в серии Kingdom Hearts он предстаёт в образе персонажа под псевдонимом Леон, кроме того, присутствует в играх Dissidia: Final Fantasy, Chocobo Racing и Itadaki Street Special. Неизменное оружие Скволла — так называемый «ганблэйд» (англ. gunblade), наполовину меч, наполовину пистолет. Имя персонажа переводится как «шквал».
В оригинальной игре Скволл является семнадцатилетним студентом престижной военной академии, в ходе развития сюжета он знакомится с другими героями и влюбляется в девушку по имени Риноа. По характеру Скволл очень замкнутый и совершенно несклонный к общению человек, в соответствии с задумкой разработчиков в ходе игры персонаж развивается, становится открытым и заботливым.

## История создания
Скволл Леонхарт стал первым персонажем, которого Номура разработал для игры Final Fantasy VIII, его образ был навеян американским киноактёром Ривером Фениксом, но, как позже отметил сам автор, в итоге «никто этого не понял». Сам по себе Скволл — это юноша семнадцати лет, ростом в 177 см, изначально обладал длинными волосами и женоподобной фигурой. В ходе разработки Китасэ настоял на изменении дизайна, Номуре пришлось укоротить причёску персонажа и добавить ему немного мускулатуры. Чтобы Скволл получился более запоминающимся, художник нарисовал ему большой шрам на лице, проходящий через лоб и переносицу — из-за этого сценаристу игры, Кадзусигэ Нодзиме, пришлось вписывать в сюжет дополнительную сцену, в которой объясняется возникновение шрама. В довершение дизайна Номура одел Скволла в чёрную кожаную куртку с пушистым меховым воротником, прорисовка которого впоследствии вызвала затруднения у создателей роликов полностью подвижного видео. Кроме того, специально для персонажа Нодзимой была разработана особая система отображения текста, благодаря которой игрок видит не только то, что персонаж говорит, но ещё и то, о чём он думает.
Работая над созданием оружия для Скволла, Номура сразу же решил сделать что-нибудь серебристое. Получившийся в результате «ганблэйд» стал гибридом меча, обладающего острым лезвием, и револьвера с курком и барабаном. В бою подобное оружие используется как меч, но при необходимости активируется механизм револьвера, предавая тем самым лезвию дополнительную вибрационную силу. Дизайн оружия привёл в игровой процесс некоторые интерактивные элементы, например, если во время нанесения ударов игрок нажимает кнопку R1, наносимые противнику повреждения резко возрастают. Оглядываясь в прошлое, Номура отметил, что в итоге оружие получилось довольно-таки странным.